# Netcracker Technology
Netcracker Technology — поставщик продуктовых решений BSS/OSS для провайдеров услуг связи и кабельных операторов в мире. Компания специализируется на создании, внедрении и сопровождении систем поддержки бизнеса BSS  и систем операционной поддержки OSS. Кроме этого, компания ведёт инновационные проекты в Cloud, B2B2X, Analytics/AI, LEO, поддерживает переход на 5G и технологию Open vRAN операторов связи по всему миру.
Штаб-квартира компании расположена в городе Уолтем, который находится в пригороде Бостона, штат Массачусетс, США. Офисы Netcracker расположены в Северной и Латинской Америке, Европе, Южной Африке, на Ближнем Востоке и в Азиатско-Тихоокеанском регионе.
С 2008 года Netcracker является дочерней компанией японской корпорации NEC. Корпорация объединила все свои продукты в области телекоммуникационного программного обеспечения и услуг под брендом Netcracker.

## Слияния и поглощения
Компания была основана в 1993 году. Впоследствии был проведен ряд сделок по слияниям и поглощениям:
2008 — слияние с компанией NEC Corporation;
2011 — покупка активационного бизнеса Subex;
2012 — покупка подразделения Global Information Management компании Convergys;
2016 — приобретение компании CoralTree Systems, создающей конвергентные решения для европейского рынка.

## Продукты и услуги

### Cloud Platform
Облачная платформа Netcracker Cloud Platform служит основой для всех решений Netcracker. Платформа построена на основе микросервисной архитектуры, не зависящей от облака. Она может быть развернута в любом типе облака на базе Kubernetes, включая Amazon Web Services, Google Cloud Platform и Microsoft Azure.

### Продукты и сервисы Netcracker
- Взаимодействие с клиентами (Customer Engagement). Продукт включает в себя Channel Management, Customer Journey Management, Marketing Management.
- Цифровая система поддержки бизнеса (Digital BSS), состоящая из Customer Management, Revenue Management, Sales Management, Partner Management, Product Management.
- Цифровая система поддержки операций (Digital OSS) предлагает такие инструменты, как Service Management & Orchestration, SDN/NFV Management & Orchestration, Hybrid Resource Management, Infrastructure Management.
- Расширенная аналитика (Advanced Analytics) включает в себя Analytics Domains и Analytics Platform.
- Integration & API Management помогает интегрировать сервисы Netcracker с сервисами и системами заказчиков в условиях различных типов данных, интерфейсов и требований.

## Рейтинги и награды
В настоящее время Netcracker является постоянным участником рейтингов от независимых аналитических агентств, включая Global Data, Analysys Mason, Pipeline Innovation, Frost & Sullivan, Glotel, Leading Lights, и отраслевых ассоциаций TM Forum, MEF, Layer123.
Награды
- Global Telecoms (Glotel) Award[4] за инновации в цифровой трансформации
- Asia Communication Award за проект года в области OSS/BSS
- Pipeline Innovation Awards[5] в номинациях: решения в области BSS, OSS, облачных технологий, удалённого управления (Managed Services), а также номинация Most Innovative Technology Provider.
- Frost & Sullivan несколько лет подряд отмечает успехи Netcracker наградой Asia-Pacific OSS / BSS Vendor of the Year Award[6]
- Network Transformation Award в номинации Edge and Cloud Excellence.
- TM Forum Excellence Award в номинации «Open API Adoption»[7];
- MEF ежегодно присуждает компании награды за лидерство в технологиях и достижения в области оркестрации и автоматизации услуг[8].

Аналитические агентства и отраслевые ассоциации признают достижения компании в отдельных решениях для поставщиков телекоммуникационных услуг:
- Аналитическая компания GlobalData в своих докладах по оценке конкурентной среды (2020-2021 гг.) называет компанию Netcracker единственным лидером среди поставщиков решений по управлению доходами (Revenue Management), платформ для цифровой трансформации (Digital Transformation Platforms) и решений по управлению и оркестрации сетевых сервисов (NFV MANO)[9];
- Аналитическое агентство Analysys Mason признаёт Netcracker лидером в сетевой и сервисной оркестрации[10].